# Ferdinand Anne Kröger
Pour les articles homonymes, voir Kröger.
 (juillet 2020).
Si vous disposez d'ouvrages ou d'articles de référence ou si vous connaissez des sites web de qualité traitant du thème abordé ici, merci de compléter l'article en donnant les références utiles à sa vérifiabilité et en les liant à la section « Notes et références ».
 (juillet 2020).
Ferdinand A. Kröger est un chimiste néerlandais (né le 11 septembre 1915 à Amsterdam, mort le 17 mars 2006 à Encinitas), qui a travaillé à l'Académie royale néerlandaise des arts et des sciences. Il donne son nom à la notation de Kröger et Vink au coté de Hendrik Jan Vink (nl). Il est titulaire d'un doctorat de l'université d'Amsterdam en 1940.